# Герб на княжествата и областите на югозападните земи
Гербът на княжествата и областите на югозападните земи е част от големия герб на Руската империя. Представлява сборен герб от щитовете на Волинска област, Подолието и Черниговските земи.
- Гербът на Волинска област е сребърен „волински“ кръст на червено поле.

- Гербът на Подолието представлява син щит, на който има изобразени златен кръст, а под кръста – слънце със 16 лъча.

- Черниговският герб представлява черен коронован орел, държащ в левите нокти дълъг златен кръст, на сребърно поле. Клюнът и ноктите на орела са изобразени в златно.